# Groß Ilde
Groß Ilde è una frazione (Ortschaft) della città di Bockenem, nel land della Bassa Sassonia, in Germania.

## Storia
Già comune autonomo nel circondario di Hildesheim-Marienburg, fu soppresso e incorporato a Bockenem il 1º marzo 1974.